# Temple Narassingua Peroumal
Le temple Narassingua Peroumal est un temple hindouiste de l'île de La Réunion, département et région d'outre-mer français dans le sud-ouest de l'océan Indien. Situé à Ravine Blanche, à Saint-Pierre, il apparaît dans la saison 2020 de l'émission Le Monument préféré des Français.